# Princesse Masako (Reizei)
La princesse Masako  (950–1000) est une princesse et impératrice consort du Japon. Fille de l'empereur Suzaku, elle est la consort de l'empereur Reizei.

## Source de la traduction
- (en) Cet article est partiellement ou en totalité issu de l’article de Wikipédia en anglais intitulé « Princess Masako (Reizei) » (voir la liste des auteurs).